# Gianni Pavovich
Gianni Pavovich (Smirne, 11 aprile 1897 – Trieste, 13 novembre 1982) è stato un violinista italiano.

## Biografia
Gianni Pavovich, violinista triestino, nasce a Smirne, in Turchia, nel 1897. Allievo a Trieste della scuola di Arturo Vram fino al 1910, completa poi i suoi studi a Budapest divenendo diretto discendente della scuola ungherese di Franz von Vecsey e Jenő Hubay.
Arruolato come sergente nell'esercito austro-ungarico, allo scoppio della Grande guerra riesce a creare una piccola orchestra, dove suona il suo violino  (del liutaio bresciano Pietro Ranta, 1733) anche per le truppe al fronte.
A guerra finita ricopre l'incarico di primo leggìo del Quartetto Triestino, succedendo ad Augusto Jancovic, assieme a Giuseppe Viezzoli (2° violino), Manlio Dudovich (preceduto da Eugenio Ballarini, viola) e Dino Baraldi (violoncello), oltre che quello di primo violino di spalla nell'Orchestra del "Teatro la Scala" a Milano, sotto la direzione di Arturo Toscanini, prendendo parte a oltre 100 concerti tra Italia, USA e Canada. Negli stessi anni, fonda a Trieste il Trio Zuccoli-Pavovich-Sigon con Gastone de Zuccoli (* 07.10.1887 Trieste - † 20.11.1958 Trieste) al pianoforte ed Ettore Sigon al violoncello.
Negli anni successivi, rientrato a Trieste, alterna l'attività solistica a quella di docente presso l'Ateneo Musicale (poi Conservatorio "G.Tartini") ove è titolare della cattedra di violino dal 1925 al 1967, a quella di primo violino di spalla nell'Orchestra Filarmonica Triestina (poi Orchestra del Teatro Comunale "G.Verdi").
Muore a Trieste nel 1982.